# Puyo Puyo!! 20th Anniversary
Puyo Puyo!! 20th Anniversary (ぷよぷよ!! Puyopuyo 20th anniversary?) è un videogioco rompicapo sviluppato da Sonic Team. È stato pubblicato da SEGA per la piattaforma Nintendo DS il 14 luglio 2011, in occasione del 20º anniversario dalla pubblicazione di Puyo Puyo.
Successivamente, il gioco è stato distribuito anche per Wii, Nintendo 3DS e PSP il 15 dicembre 2011.

## Battaglie a base di Puyo
è un modo colloquiale per descrivere il meccanismo principale del gameplay di Puyo Puyo, ovvero le sfide tra due o più giocatori (o tra il giocatore e la CPU) in cui l'obiettivo è allineare e far scoppiare i Puyo, cioè piccole gelatine colorate che cadono dall'alto dello schermo.
Ecco cosa significa più chiaramente:
- I Puyo cadono in coppie e devono essere disposti in modo da formare gruppi di almeno quattro dello stesso colore.
- Quando si forma un gruppo, i Puyo scoppiano e scompaiono.
- Questo può creare reazioni a catena (combo), che mandano Puyo di disturbo sullo schermo dell’avversario, complicandogli il gioco.
- Lo scopo della “battaglia” è sopravvivere più a lungo dell'avversario o far sì che il suo schermo si riempia di Puyo fino a non poter più muoversi.

## Trama
In questo gioco non esiste una trama unica. Al contrario, offre una modalità storia suddivisa per personaggi, ognuno dei quali vive una breve avventura comica o surreale che funge da pretesto per affrontare battaglie a base di Puyo. 
Ad esempio, la storia di Ringo inizia quando lei si ritrova trasportata misteriosamente nella Foresta di Nahe, da dove poi giunge a Primp Town. Qui incontra personaggi già noti della serie, come Amitie e Maguro, e affronta vari duelli mentre cerca di capire cosa stia succedendo. 
Ogni personaggio ha una trama autonoma, leggera e piena di umorismo, con dialoghi scherzosi e situazioni stravaganti. L’obiettivo principale è celebrare i 20 anni della serie, offrendo ai fan una raccolta di sfide e interazioni divertenti tra i protagonisti storici del franchise. 
In sintesi, la "trama" del gioco consiste in una serie di mini-storie dedicate ai personaggi, più che in una narrazione complessa o lineare.

## Modalità di gioco
All'interno del gioco è possibile selezionare fino a 20 modalità diverse, tra cui 8 inedite e 5 modalità segrete già presenti in Puyo Puyo! 15th Anniversary.
Secondo le regole di gioco, tutte le modalità, ad eccezione di "Mission" e "Pair Puyo", prevedono l'eliminazione del giocatore quando i propri puyo raggiungono la parte superiore dello schermo. Vince il round l'ultimo giocatore (o la squadra) rimasto in gioco.